# Rick Pitino
Richard Andrew « Rick » Pitino est né le 18 septembre 1952 à New York (États-Unis). Il est entraîneur américain de basket-ball. Il est l'un des entraîneurs les plus réputés du basket-ball universitaire américain et remporte le titre 1996 avec les Wildcats du Kentucky. Pitino conduit également les Friars de Providence au Final Four. Il a également été entraîneur en National Basketball Association (NBA) et en Europe.

## Biographie
Américain d'origine italienne, il joue d'abord en high school à Oyster Bay, à Long Island, puis rejoint les Minutemen de l'université du Massachusetts à Amherst. Lors de ses années d'études, il fréquente Julius Erving, même si tous deux n'ont jamais évolué ensemble, Erving étant dans son année de junior, qui sera sa dernière année, et Pitino dans sa première année. Or à cette époque, les premières années n'étaient pas éligible pour jouer en équipe première.
Pitino obtient son diplôme en 1974. À sa sortie de l'université, il entame une carrière d'entraîneur, d'abord en tant qu'adjoint, à l'université d'Hawaï. En 1976, il est recruté par Jim Boeheim, comme nouvel entraîneur des Syracuse Orange.
Pitino devient entraîneur en chef à l'université de Boston. Durant les deux saisons précédentes, l'équipe avait à peine remporté 17 matches. L'année suivante, il conduit celle-ci au tournoi final de la NCAA où Boston remporte son premier match depuis 24 ans.
Il est alors recruté par les Knicks de New York, en National Basketball Association (NBA), pour occuper un poste d'adjoint de Hubie Brown.
Après deux saisons, en 1985, il retourne en NCAA pour devenir entraîneur principal des Friars de Providence. L'année précédant son arrivée, l'équipe présente un bilan de 11 victoires pour 20 défaites. Deux ans plus tard, l'équipe de Providence atteint le Final Four. Parmi les joueurs alors sous les ordres de Pitino figure Billy Donovan, le futur entraîneur en chef des Gators de la Floride, double champion NCAA, de manière consécutive.
En 1987, Pitino connaît sa deuxième expérience en NBA, en tant qu'entraîneur en chef des Knicks de New York. Il récupère une équipe qui a remporté seulement 24 rencontres l'année précédente. Après seulement deux saisons, les Knicks remportent leur premier de division (la division Atlantique) depuis 20 ans.
Il rejoint alors le championnat NCAA pour prendre en charge les Wildcats du Kentucky de l'université du Kentucky. Comme dans ses précédents postes, il doit affronter une situation peu favorable : les Wildcats sortent d'un scandale à propos des règles stipulant le recrutement. Il restaure très rapidement l'image de l'université en la conduisant au Final Four lors de la saison 1993. Trois saisons plus tard, les Wildcats atteignent de nouveau le tournoi final, remportant leur premier titre depuis 18 ans, face à Syracuse. L'année suivante, Kentucky atteint de nouveau la finale du championnat, battu par les Wildcats de l'Arizona.
Pitino est considéré par beaucoup comme l'un des premiers à avoir promu la tactique des tirs longue distance à 3 points. Celle-ci fut adoptée en premier lieu par la NCAA en 1987. En exploitant cette tactique  dès le début des années 1990, les équipes de Kentucky obtenaient un nombre significatif de points. Aujourd'hui encore ses équipes sont connues pour l'usage de cette menace, et se classent en tête de chaque saison grâce à elle.
Après cette finale, Pitino retourne sur les bancs de la NBA, pour prendre en charge les Celtics de Boston. Mais il échoue dans sa tentative de réutiliser les recettes qui ont fait son succès en NCAA : la pression à tout niveau, un système de jeu plus exigeant physiquement et qui requiert ainsi des joueurs plus homogènes et solidaires. Durant sa période sur le banc des Celtics, il présente un bilan négatif de 102 victoires pour 146 défaites.
Il rejoint de nouveau la NCAA en 2001. Il succède à Denny Crum à la tête des Cardinals de Louisville en mars 2001. Lors de la saison 2005, il atteint le Final Four, devenant le premier, et le seul, entraîneur à diriger trois équipes différentes au Final Four. À la suite de cette finale, la plupart de ses joueurs se déclarent éligibles pour la draft 2005 de la NBA (seul Francisco García est drafté) ou finissent leur cursus universitaire et Pitino doit reconstruire une nouvelle équipe. Cette reconstruction passe par une première saison sans tournoi final de NCAA. Les Cardinals de Louisville finissent à la douzième place du tournoi Big East et sont éliminés au deuxième tour du tournoi NCAA. La saison suivante, Louisville termine pour la deuxième année consécutive en deuxième position de la Big East Conference et obtient son droit d'entrée pour le tournoi final. Lors de celui-ci, Louisville atteint le Elite Eight, battu par les Tar Heels de Caroline du Nord.
Le 29 décembre 2010, la fédération de basket-ball de Puerto Rico annonça que Rick Pitino serait le prochain entraineur principal de l’équipe olympique. Le président de la fédération de basket-ball décrivit l’engagement de Rick Pitino comme ayant un impact majeur dans l’histoire du basket-ball portoricain. Le 29 avril 2011 on annonça que Pitino n’entraînerait finalement pas l’équipe à cause d’un conflit d’emploi du temps et une interdiction du règlement interne de la NCAA.
La saison suivante, les Cardinals remportent le tournoi de la Big East Conference, puis sont classés numéro 1 national pour le tournoi final de la NCAA. Ils atteignent le  « Elite Eight » mais sont finalement défait par Michigan State.
Après deux saisons où les Cardinals sont éliminés au premier tour du tournoi final, ils remportent les playoffs de la Big East Conference en 2012, se qualifiant ainsi pour le tournoi final de la NCAA 2012. Les Cardinals s'inclinent en demi-finale face au futur vainqueur, l'équipe des Wildcats du Kentucky sur le score de 69 à 61.
En 2013, les Cardinals remportent pour la deuxième année consécutive le tournoi de la conférence Big East. Ils atteignent de nouveau le  Final Four lors du tournoi final 2013. Après s'être imposé face aux Shockers de Wichita State en demi-finale, les joueurs de Pitino remportent le troisième titre de l'histoire de l'université en s'imposant face aux Wolverines du Michigan sur le score de 82 à 76. Pitino, en remportant ce deuxième après le premier remporté avec les Wildcats du Kentucky en 1996, devient le premier entraîneur de NCAA à remporter deux titres avec deux universités.
La NCAA et l'université de Louisville lancent deux enquêtes à la suite de révélations parues en octobre 2015. Ces révélations portent sur le paiement de prostituées aux joueurs de l'équipe de basket-ball par l'encadrement de l'équipe des Cardinals entre 2010 et 2014. Ces faveurs servaient à ce que les joueurs talentueux dans les lycées du pays choisissent Louisville pour effectuer leur carrière universitaire. Pitino est condamné à 5 matches de suspension par la NCAA le 15 juin 2017. Il n'est pas considéré comme l'organisateur de cette corruption mais est condamné pour ne pas avoir supervisé les employés de l'encadrement de l'équipe. L'université est mise à l'épreuve pendant 4 ans et sa capacité à recruter est restreinte. Le titre universitaire de 2013 est aussi annulé, tout comme tous les titres obtenus entre 2010 et 2014,,.
En septembre 2017, Pitino est au centre d'une nouvelle enquête de corruption, cette fois réalisée par le FBI, qui concerne le recrutement de joueurs lycéens contre de l'argent. Le principal cas concerne le recrutement de Brian Bowen par les Cardinals contre 100 000 dollars. L'enquête ne nomme pas spécifiquement Pitino mais parle d'« un entraîneur de Louisville » qui aurait appelé des responsables d'Adidas pour qu'ils versent de l'argent à la famille de Bowen. CBS News confirme qu'il s'agit bien de Pitino. Pitino est suspendu puis licencié par l'université de Louisville le 16 octobre 2017. Son contrat avec Adidas est aussi rompu par l'équipementier. Pitino intente alors deux procès : contre l'université, à laquelle il réclame 39 millions de dollars pour licenciement abusif, et contre Adidas, pour avoir nui à sa réputation. Le procès contre l'université est abandonné par Pitino en septembre 2019 après que l'université passe la cause de « licenciement pour faute » à « démission »,.
En septembre 2017, The Courier-Journal révèle que Pitino a reçu plus de 98 % de l'argent du contrat signé entre Adidas et l'université (contrat courant entre 2014 et 2019 et estimé à 1,5 million de dollars par an) soit 1,5 million pour l'année universitaire 2014-2015 et le même montant pour l'année universitaire 2015-2016,.
Pitino est l'auteur d'un livre d'aide au développement personnel intitulé Le succès est un choix. Il publie aussi une autobiographie en 1988 Né pour entrainer qui décrit sa vie jusqu'à l'époque de son engagement chez les Knicks. Son livre le plus récent Rebound Rules fut classé best seller à la Kentucky Book Fair de 2008.
Au-delà du basket-ball il s'est impliqué dans les courses hippiques de pur sang, en tant que partenaire leader des Celtic Pride Stables et des Old Memorial Stables. Parmi ses chevaux les plus remarquables, on peut citer A.P. Valentine et Halory Hunter.
En septembre 2013, Pitino est intronisé au Basketball Hall of Fame.
En décembre 2018, Pitino est nommé entraîneur du club grec du Panathinaïkos en remplacement de Xavi Pascual, limogé pour résultats insuffisants. Il quitte le club en juin 2019. En novembre 2019, Pitino est nommé entraîneur de l'équipe nationale grecque puis de nouveau entraîneur du Panathinaïkos,.
En mars 2020, alors que les compétitions sportives sont arrêtées partout dans le monde en raison de la pandémie de maladie à coronavirus, Pitino rentre aux États-Unis. Il signe un contrat pour entraîner l'équipe universitaire des Gaels d'Iona lors de la saison 2020-2021 et peu après, Pitino et le Panathinaïkos décident de rompre leur contrat,.
En mars 2023, Pitino quitte Iona avec un bilan de 64 victoires et 22 défaites et rejoint le Red Storm de l'université de Saint John à New York.

## Vie privée
Pitino épouse sa première femme Joanne Minardi en 1976. Ils ont eu six enfants : Michael, Christopher, Richard, Ryan et Jacqueline. Leur autre fils Daniel décède en 1987, d'une défaillance cardiaque congénitale à l'âge de 6 mois. Rick et Joanne créent la Fondation Daniel Pitino à sa mémoire grâce auquel des millions de dollars pour l'aide à l’enfance ont pu être récoltés.

## Distinctions personnelles
- Trophée John Wooden d'entraîneur de l'année 1987
- Nommé entraîneur de la Southeastern Conference en 1990, 1991, 1996
- Nommé entraîneur de la Conference USA 2005
- Nommé dans le Basketball Hall of Fame